# 西南復臨大學
西南復臨大學（英語：Southwestern Adventist University）是一所位於美國德克薩斯州基恩的私立四年制基督復臨安息日會大學。這間大學位於鄉村，校園佔地150英畝，學生有八百多人。

## 歷史

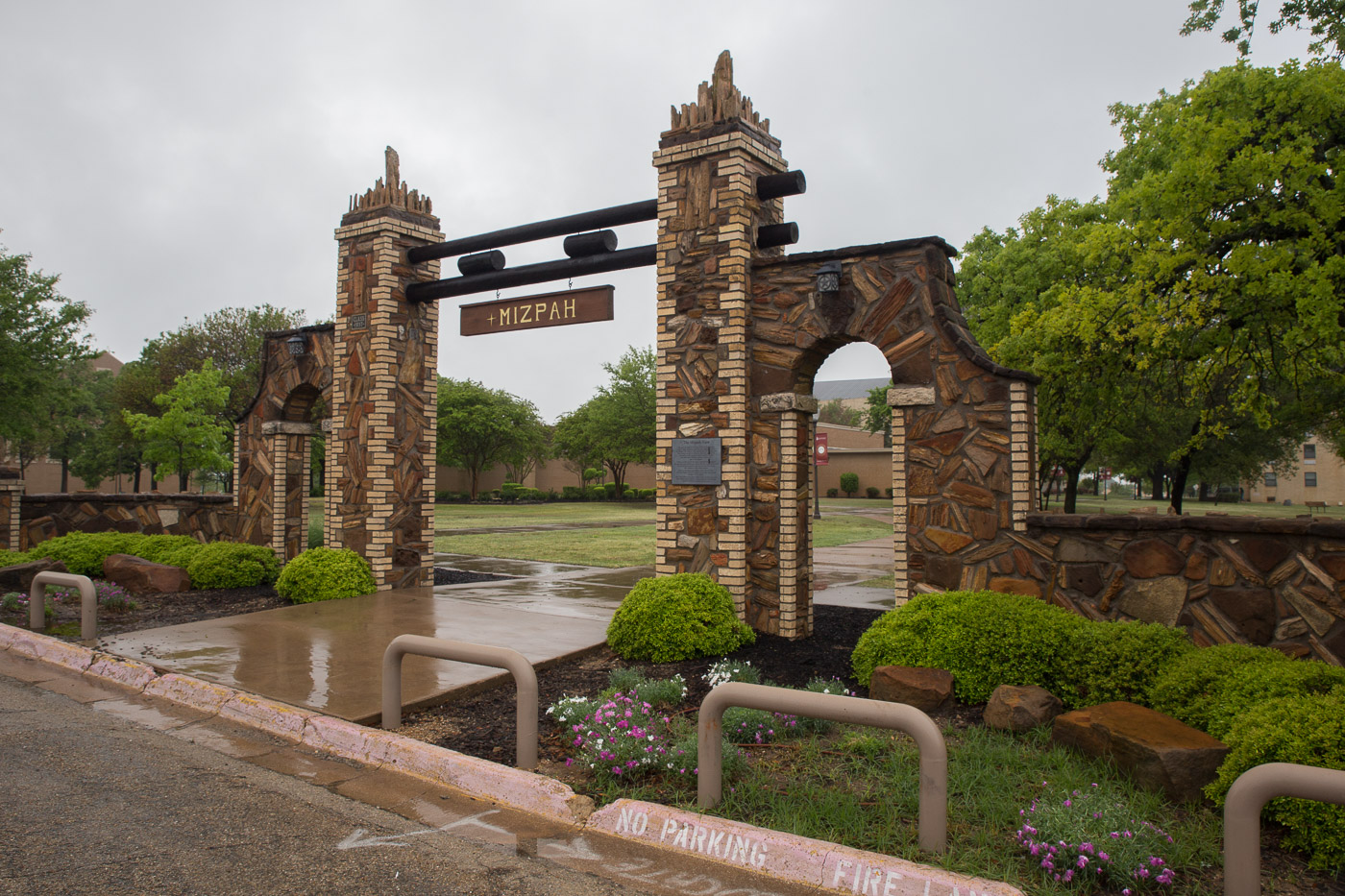
西南復臨大學大門

西南復臨大學成立於1893年，當時名叫基恩工業技術學院(Keene Industrial Academy)，這間學院的校產都是由基督復臨安息日會出資。1894年，這間學院蓋了第一棟建築物，當時共有56位學生，這棟建築物也當教堂使用。1943年，男學生宿舍(the West Hall boys' dormitory)遭到祝融損毀，直到1944年1月2日，男生宿舍進行大規模整修後才復原。1996年，學院更名為西南復臨大學。

## 使命
西南復臨大學的使命就是提供以耶蘇基督為中心的高品質學習環境。

## 排名
- 根據2021年的美國新聞與世界報導，西南復臨大學在美國西部區域性大學排名第32名。[5]

## 外部連結
- 西南復臨大學官方網站 （页面存档备份，存于）
- 全世界基督復臨安息日會機構列表（页面存档备份，存于）

## 資料來源
1. ↑  Undergraduate data are based on the 2023 school year
2. ↑  Rep. Williams Visits Southwestern Adventist University
3. ↑  2025 The Institute of Education Sciences
4. ↑  U.S.Department of Education
5. ↑  .   [2021-10-01]. （原始内容存档于2022-02-19）.